# Vathí
Vathí, transcrit també Bathí o Vathy (grec: Βαθύ, Vathý), és una localitat que és la seu del municipi de l'illa d'Ítaca, que pertany a la unitat perifèrica homònima de Grècia.
La població es va formar a partir del segle xvi, durant el domini venecià sobre l'illa, quan cresqué la seguretat a la costa i les famílies començaren a davallar de la part alta i a establir-se al port.
El Museu Arqueològic de l'illa es troba a Vathí.